# Theodor von Landauer

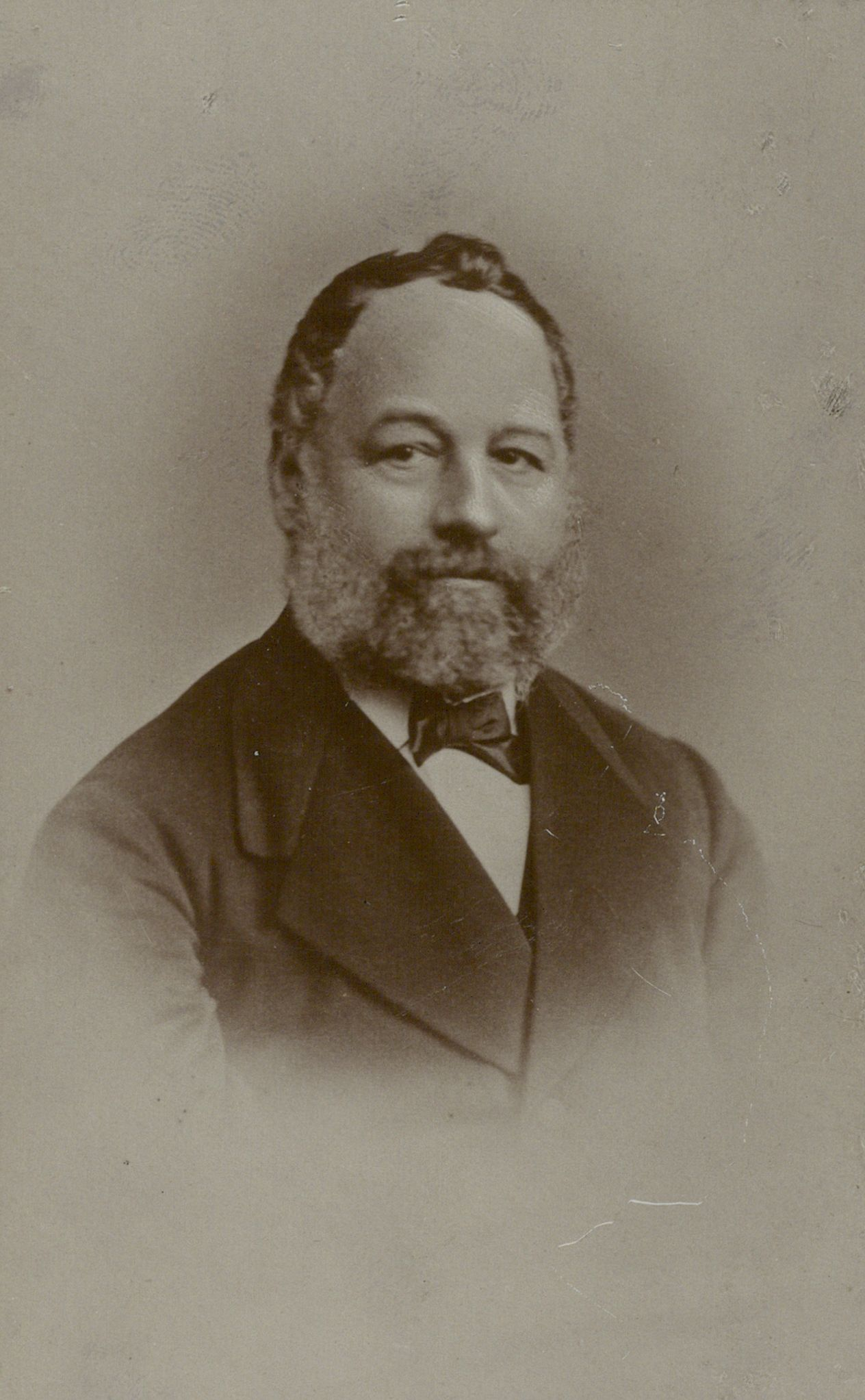
Theodor von Landauer

Theodor von Landauer (* 11. Juni 1816 in Heilbronn; † 1. August 1894 in Stuttgart) war ein deutscher Architekt und württembergischer Baubeamter. Seine Hauptwerke waren die Königliche Landesbibliothek und das Justizgebäude in Stuttgart, die beide nicht erhalten sind. Als württembergischer Baubeamter war er in erster Linie für den Gerichts- und Gefängnisbau zuständig. In dieser Funktion baute er auch das Pönitentiarhaus in Stuttgart und das Heilbronner Zellengefängnis.

## Leben
Landauer wurde am 11. Juni 1816 in Heilbronn als jüngster von fünf Söhnen des Rechtsanwalts und späteren Heilbronner Oberbürgermeisters Lebrecht Landauer geboren. Seine Mutter war Auguste Landauer geb. Perrotin, deren Vater als Oberküchenmeister am herzoglichen Hof in Stuttgart angestellt war. Er absolvierte in Heilbronn eine Zimmerer- und Steinhauerlehre und besuchte einzelne Fächer des Obergymnasiums. Ab seinem achtzehnten Lebensjahr studierte er von 1834 bis 1837 Architektur an der Kunstakademie München und besuchte außerdem Vorlesungen an der Ludwig-Maximilians-Universität München und der Polytechnischen Schule München.
Landauer schlug nach dem Studium 1837 eine Karriere in der württembergischen Bauverwaltung ein. Er begann 1837 als Bauassistent beim Kreisbauamt Ludwigsburg. 1839 wurde ihm der Entwurf der Innendekoration für das erste Bodensee-Dampfschiff Kronprinz übertragen. Im gleichen Jahr wechselte er als Bauleiter für den Bau des dritten Flügels der Rotebühlkaserne in Stuttgart (heute Rotebühlbau) in das Kriegsministerium.
1842 wurde er nach Ablegung der Staatsprüfung für Hochbau als Bauinspektor in das Justizministerium übernommen. Er beschäftigte sich mit dem Gefängnisbau und unternahm 1843 Studienreisen in die Schweiz, nach Italien, Belgien und Großbritannien, um sich dort über das Strafanstaltswesen zu informieren. Die Erkenntnisse, die er bei diesen Reisen gewann, wertete er für seine Beiträge zu der Monografie Gerichtshäuser, Straf- und Besserungs-Anstalten (#Schriften) aus, die 1887 herauskam. In der Praxis flossen die Ergebnisse seiner Studienreisen in die Planung von zwei Gefängnisbauten ein, die er selbst entwarf. Sein erstes Gefängnis konnte er 1846–1850 in Stuttgart bauen. Das Pönitentiarhaus (Zuchthaus) war als Vierflügelanlage konzipiert, wurde aber nur mit zwei Flügeln ausgeführt.
1849 wurde er zum Bezirksbauinspektor in Calw ernannt. Er übernahm den Entwurf der evangelischen Kirchenneubauten in Rottenburg am Neckar und in Oberjesingen, „deren schlichte Formensprache bereits eine Hinwendung zur gotischen Architektur zeigt“. 1858 wurde er als Kreisbaurat nach Ludwigsburg berufen, 1862 zum Baurat der Königlichen Domänendirektion in Stuttgart. 1871 wurde er zum Oberbaurat ernannt, 1881 zum Wirklichen Oberbaurat und damit persönlich geadelt. 1887 wurde er schließlich zum Baudirektor der Königlichen Domänendirektion ernannt.
Neben den vielfältigen Leitungs- und Verwaltungstätigkeiten, die seine Anstellungen mit sich brachten, erbaute Landauer ab 1850 als ausführender Architekt einige neugotische Kirchen, das Heilbronner Zellengefängnis, das anders als das Pönitentiarhaus in Stuttgart komplett als Vierflügelanlage ausgeführt wurde, und schließlich zwei Prachtbauten im Stil der Neurenaissance in Stuttgart, die Königliche Landesbibliothek und das Justizgebäude, für die er sich beim Besuch der Weltausstellung 1873 durch die Wiener Architektur hatte anregen lassen und „die mit ihrem reichhaltigen Historismus dem gewachsenen Geltungsbedürfnis des Kaiserreichs Ausdruck verleihen“ sollten. 1891 ließ sich Landauer in den Ruhestand versetzen. Er starb am 1. August 1894 in Stuttgart im Alter von 75 Jahren und wurde in Abteilung 13 auf dem Pragfriedhof in Stuttgart bestattet.

## Familie

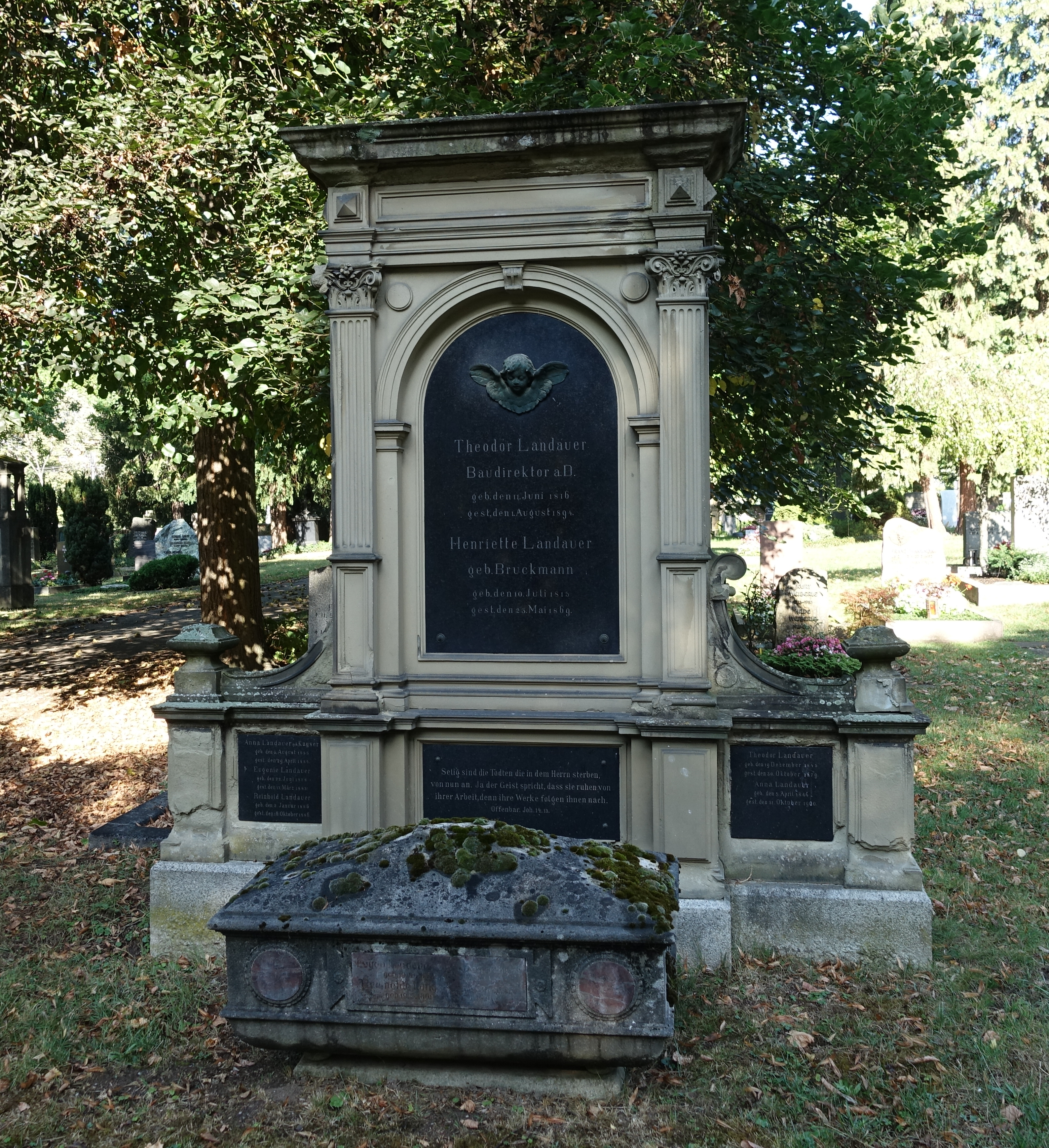
Theodor Landauers Grab auf dem Pragfriedhof

Am 4. Juli 1843 heiratete der 27-jährige Landauer in Heilbronn die um ein Jahr ältere Auguste Henriette Amalie Bruckmann (1815–1869), Tochter des Heilbronner Stadtschultheißen Johann Clemens Bruckmann, der nach dem frühen Tod von Landauers Vater nicht nur sein Nachfolger als Stadtoberhaupt, sondern auch Vormund für dessen minderjährige Kinder geworden war. Der Ehe entstammten die Tochter Anna Mathilde und die fünf Söhne Carl August Julius, Eugen, Gustav, Max Julius und Theodor Lebrecht.
Das Jahreseinkommen der Familie belief sich 1858 auf 1200 Gulden, 1862 auf 1700 Gulden, 1867 auf 2500 Gulden und ab 1881 auf 5000 Mark, das entspricht einem umgerechneten Einkommen von 21.600, 26.350, 35.500 bzw. 34.500 Euro. Die Familie besaß kein eigenes Haus, sondern wohnte zur Miete, ab 1863 hauptsächlich im Haus Hauptstätter Straße 91, ab 1866 in den Häusern Schillerstraße 3 und 23, ab 1877 in den Häusern Olgastraße 8 und 13 und ab 1885 im Haus Werastraße 16. Landauers Frau starb schon mit 54 Jahren 1869. Seine unverheiratete Tochter Anna Mathilde übernahm die Pflege ihres Vaters und führte ihm den Haushalt.

## Bauten und Entwürfe
| → Spaltensortierung |
| - Eine Spalte sortieren: das Symbol im Spaltenkopf anklicken. - Nach einer weiteren Spalte sortieren: Umschalttaste gedrückt halten und das Symbol anklicken. - Anfangssortierung: nach Jahr. |

| Bild | Jahr      | Ort                  | Gebäude |
| ---- | --------- | -------------------- | --- |
|      | 1839      |                      | Entwurf der Innenausstattung für das erste Bodensee-Dampfschiff Kronprinz                                                  |
|      | 1839      | Stuttgart            | Bauleitung beim Bau des dritten Flügels der Rotebühlkaserne (Rotebühlbau), Rotebühlplatz 30                                |
|      | 1846–1850 | Stuttgart            | Pönitentiarhaus (als Zuchthaus genutzt bis 1901, seit 1919 Mehrfamilienwohnhaus)                                           |
|      | 1854–1856 | Rottenburg am Neckar | Evangelische Stadtkirche                                                                                                   |
|      | 1857–1858 | Oberjesingen         | Bricciuskirche |
|      | 1867–1868 | Kaisersbach          | Evangelische Kirche |
|      | 1867–1870 | Heilbronn            | Heilbronner Zellengefängnis (Abbildung: Grundriss, 1873)                                                                   |
|      | 1870–1874 | Nagold               | Johanneskirche |
|      | 1872–1873 | Schmerbach           | Evangelische Kirche (neugotischer Bau unter Einbeziehung des alten Turms und von Mauerresten der alten Kirchenbefestigung) |
|      | 1875–1879 | Stuttgart            | Justizgebäude, 1944 zerstört                                                                                               |
|      | 1878–1886 | Stuttgart            | Landesbibliothek, 1970 abgerissen                                                                                          |
|      | 1878–1880 | Stuttgart            | Untersuchungsgefängnis beim Justizgebäude                                                                                  |

## Mitgliedschaften und Auszeichnungen
- 1842: Mitbegründer des Württembergischen Vereins für Baukunde
- Verwaltungsrat im Konservatorium der vaterländischen Kunst- und Alterthums-Denkmale; In dieser Funktion nahm Landauer Einfluss auf das Bauwesen in Südwestdeutschland und die Pflege der Baudenkmäler.
- 1869: Bauverständiges Mitglied des Strafanstaltenkollegiums
- 1881: Erhebung in den persönlichen Adelsstand
- 1891: Ehrenmitglied der Domänendirektion aus Anlass seiner Pensionierung
- 1891: Komturkreuz 2. Klasse des württembergischen Friedrichs-Ordens aus Anlass seiner Pensionierung

## Schriften
- Theodor von Landauer und andere: Gerichtshäuser, Straf- und Besserungs-Anstalten. (= Handbuch der Architektur. Teil 4, Halbband 7, Heft 1.) 1. Auflage, Bergsträsser, Darmstadt 1887. / 2. Auflage, Bergsträsser, Stuttgart 1900, S. 239–500. (digitale-sammlungen.de PDF)
(Justizgebäude Stuttgart S. 295–299, Zellengefängnis Heilbronn S. 415–416, Normalpläne württembergischer Gefängnisse S. 427–428, Gefängnis des Justizgebäudes Stuttgart S. 430–432.)